# Lukáš Vaculík (Schauspieler)
Lukáš Vaculík (* 8. Juni 1962, Prag) ist ein tschechischer Schauspieler.

## Leben
Nach seinem Studium am Prager Konservatorium arbeitete er am Stadttheater von Prag (Městská divadla pražská). Er spielte auch im Rokoko Theater (Divadlo Rokoko) und im Drama Club (Činoherní klub) und war auch als Filmschauspieler erfolgreich, wo er die schauspielerische Qualität eines guten Jungen oder jungen Mannes – eines Gentlemans und eines Intellektuellen – erlangte. Zu seinen bemerkenswerten Filmrollen zählen Karel Kachyňas Psychofilme „Liebe zwischen den Regentropfen“ (Lásky mezi kapkami deště) und „Ankündigung deiner Liebe“ (Oznamuje se láskám vašim) oder Olmers „Panzerbataillon“ (Tankový prapor).

## Auseinandersetzung mit derPestrý svět(Bunte Welt)
Im Jahr 2006 veröffentlichte die wöchentliche Boulevardzeitung Pestrý svět (Bunte Welt) einen Artikel über seine angebliche homosexuelle Orientierung und dass er angeblich Kontakt zu einem Liebhaber habe. Er versuchte sich zu verteidigen, indem er Strafanzeige erstattete, doch Polizei und Staatsanwaltschaft wiesen ihn ab. Auch mit einer Verfassungsbeschwerde scheiterte er. Er reichte daher eine Zivilklage auf Persönlichkeitsschutz ein, in welcher er eine Entschuldigung und eine Entschädigung in Höhe von 300.000 CZK (Kč) forderte. Am 10. Juni 2009 entschied das Stadtgericht Prag (Městský soud v Praze), dass sich der Verlag Bauer Media für diese Falschinformation bei ihm entschuldigen müsse. Der Verlag legte Berufung ein.  Am 30. März 2010 bestätigte das Oberste Gericht in Prag (Vrchní soud v Praze) das Urteil einschließlich der zugesprochenen Entschädigung in der geforderten Höhe, modifizierte jedoch die Entschuldigungspflicht gegenüber dem ursprünglichen Urteil.

## Filmografie

### Film
- 1979 Lásky mezi kapkami deště (Liebe zwischen Regentropfen) – Kajda
- 1980 Zlatá slepice (Die goldene Henne) – Roman
- 1981 Zakázaný výlet (Verbotene Reise) – Josef
- 1981 Neříkej mi majore! (Nennen Sie mich nicht Major!) – Junge
- 1982 Zelená vlna (film)|Zelená vlna (Grüne Welle) – „Blondchen“
- 1983 Vítr v kapse (Wind in der Tasche) – Ondřej
- 1984 Láska z pasáže (Liebe im Durchgang) – Pavel
- 1984 Kráľ Drozdia brada – Kráľ Michal
- 1984 Této noci v tomto vlaku (Jene Nacht in diesem Zug) – Schaffner der Jídelní a lůžkové vozy (ČSD-JLV) Emil
- 1984 Barrandovské nokturno aneb Jak film tančil a zpíval (Barrandov-Nocturne oder, Wie der Film tanzte und sang) – Sänger
- 1988 Kamarád do deště (Ein Freund im Regen) – Tomáš
- 1989 Oznamuje se láskám vašim (Ankündigung deiner Liebe) – Kája
- 1990 Divoká srdce (Wilde Herzen, nach der Kurzgeschichte Dlužný výstřel) – Orlov
- 1991 Tankový prapor (Film)|Tankový prapor (Panzerbataillon) – Danny Smiřický
- 1992 Kamarád do deště II – Příběh z Brooklynu (Ein Freund im Regen II – Geschichte au Brooklyn) – Tomáš
- 1993 Nahota na prodej (Nacktheit zu verkaufen) – Egon
- 1995 Válka barev (Farbenkrieg) – Ondřej
- 1999 Z pekla štěstí (Aus der Hölle des Glücks) – Kujbaba
- 2000 Princezna ze mlejna 2 (Die Mühlenprizessin II) – General
- 2001 Z pekla štěstí 2 (Aus der Hölle des Glücks II) – Kujbaba
- 2003 Jak básníci neztrácejí naději (Wie Dichter die Hoffnung nicht verlieren) – Karas
- 2009 Jménem krále (Im Namen des Königs) – Marek z Vartemberka
- 2012 Tady hlídám já (Ich schaue hier drüben) – Ivan
- 2013 Příběh kmotra (Die Geschichte des Paten) – Čestmír Cajthaml
- 2015 Vybíjená (film, 2015)|Vybíjená (Knockout) – Lehrer Vartecký
- 2016 Jak básníci čekají na zázrak (Wie Dichter auf ein Wunder warten) – Karas
- 2018 Ten, kdo tě miloval (Derjenige, der dich geliebt hat) – Beamter Zvoníček
- 2018 O zakletém králi a odvážném Martinovi (Über den verfluchten König und den tapferen Martin)

### Fernsehfilme
- 1982 Větrná setba (Windsaat)
- 1982 Vyhnanství (Exil)
- 1983 O velkém nosu (Über die große Nase) – Prinz Nosáč
- 1983 Psí kůže (Haut eines Hundes)
- 1984 Této noci v tomto vlaku (Diese Nacht in diesem Zug)
- 1984 Cawdor a Fera (Cawdor und Fera)
- 1985 Dva t. č. v zel. hl. dvě veselé nekuř. (Zwei t. C. in grün hl. zwei fröhliche Nichtraucher.)
- 1989 Berenika – Prinz Bernard
- 1990 Radostný život posmrtný (Freudiges Leben nach dem Tod)
- 1990 Vzpomínka na břehu moře (Eine Erinnerung am Ufer des Meeres)
- 1991 Láska zlatnice Leonetty (Liebe zur Goldschmiedin Leonetta)
- 1993 Zelený rytíř (Der Grüne Ritter) – Prinz Kornel
- 1994 Hrad stínů (Schloss der Schatten)
- 1994 Nesmluvená setkání (Außerplanmäßige Treffen)
- 1994 Elegantní řešení (Eine elegante Lösung)
- 1994 Die Winterreise / Zimní cesta
- 1994 Zlaté hejno (Goldene Herde) – Václav
- 1995 Hrad stínů (Schloss der Schatten) – Prinz
- 1995 Jediná na světě (Der Einzige auf der Welt)
- 1995 Kníže Václav (Fürst Wenzel) – Fürst Wenzel
- 1995 Netrpělivost srdce (Ungeduld des Herzens) – Leutnant Hofmiler
- 1996 Úpis z cyklu Nečekaná setkání (Abonnement aus der Serie Unerwartete Begegnungen)
- 1997 Vojtík a duchové (Vojtík und die Geister) – Ritter Cyprián z Višně
- 1997 Cyprián a bezhlavý prapradědeček (Cyprian und der kopflose Ururgroßvater) – Ritter Cyprián z Višně
- 1997 O zlé a dobré vodě (Über schlechtes und gutes Wasser)
- 1998 O třech ospalých princeznách (Über die drei schläfrigen Prinzessinnen) – Prinz Emanuel
- 1998 Svetlo (Licht) – Ivan
- 1999 Ani málo, ani moc (Nicht wenig, nicht viel) – Luboš
- 1999 Pán hradu (Schlossherr) – Jindřich
- 1999 Mořská brána (Seetor)
- 2002 Miláček (Liebling) – Georges Duroy
- 2002 Vyvraždění rodiny Greenů (Mord an Familie Green) – Dr. von Blom
- 2003 Chlípník (Lust)
- 2003 Past (Falle)
- 2005 Eden – Zlatá karta (Eden – Goldene Karte)
- 2008 Fredy a Zlatovláska (Fredy und Goldlöckchen) – Alfréd Lánský
- 2008 Pohádkové počasí (Märchenwetter) – Meteorologe Chládek
- 2008 Na vlky železa (Über die Wölfe aus Eisen)
- 2008 Fišpánská jablíčka – König
- 2011 Vůně kávy (Der Duft von Kaffee)
- 2016 Pravý rytíř (Der wahre Ritter) – Ritter Theodor
- 2018 Metanol (Film)|Metanol

### Fernsehserien
- 1982 Dobrá Voda (Serie)|Dobrá Voda (Gutes Wasser) – Michal
- 1984 Sanitka (Serie)|Sanitka (Krankenwagen, T. 4) – Miluškas Sohn
- 1985 Třetí patro (Dritter Stock) – Martin Brázda
- 1986 Malý pitaval z velkého města (Der kleine Fragesteller aus der Großstadt) – Kellner (Episode Valutová příhoda)
- 1989 Dobrodružství kriminalistiky (Forensische Abenteuer – Episode Střela – Geschoss)
- 1996 Draculův švagr (Draculas Schwager, T. 12 Láska na Kramberku – Liebe in Kramberk) – Maler
- 1996 Lékárníkových holka (Apothekermädchen) – Václav Moučka
- 1997 Motel Anathema – Fotograf Roland
- 2000 Případy detektivní kanceláře Ostrozrak (Fälle der Detektei Ostrozrak) – Honza Robota
- 2000 Přízraky mezi námi (Geister unter uns)
- 2004 Černí baroni (Serie)|Černí baroni (Schwarze Barone) – Vločka (Schneeflocke)
- 2005 Strážce duší (Hüter der Seelen) – Viktor Armín
- 2006 Poslední sezóna (Letzte Saison) – Ritter, Arzt HC Olymp
- 2006 Eden (Serie)|Eden (T. 1 Zlatá karta) – Zdeněk Franta
- 2008 Soukromé pasti (Private Fallen, Episode Něžný vetřelec – Der sanfte Eindringling)
- 2009 Proč bychom se netopili (Warum sollten wir nicht ertrinken) – Křižák
- 2011 Soukromé pasti (Episode Manželství nebo život – Heirat oder Leben)
- 2012 Nejlepší Bakaláři (Beste Junggesellen)
- 2013 Nevinné lži (Unschuldige Lügen, Episode Druhý dech – Zweiter Atemzug)
- 2015 Místo zločinu Plzeň (Tatort Pilsen) – Oberst Karel Drtina
- 2016 Rapl – KGBák Hojzar
- 2017 Temný Kraj (Dunkle Region) – Petr Kraj
- 2017 Četníci z Luhačovic (Heiden aus Luhačovice) – Rittmeister Jirka
- 2017 Spravedlnost (Serie)|Spravedlnost (Gerechtigkeit) – Dostál
- 2019 Temný Kraj (2. Staffel) – Petr Kraj
- 2021 Ochránce (Serie, 2021)|Ochránce (Verteidiger) – Aleš Pelán

## Externí odkazy
- Filmbooster csfd.cz.
- Kinobox 22323-lukas-vaculik. kinobox.cz.
- fdb osoba 22323 fdb.cz.

| Personendaten    | Personendaten              |
| ---------------- | -------------------------- |
| NAME             | Vaculík, Lukáš             |
| KURZBESCHREIBUNG | tschechischer Schauspieler |
| GEBURTSDATUM     | 8. Juni 1962               |
| GEBURTSORT       | Prag, Tschechoslowakei     |